# Maleme

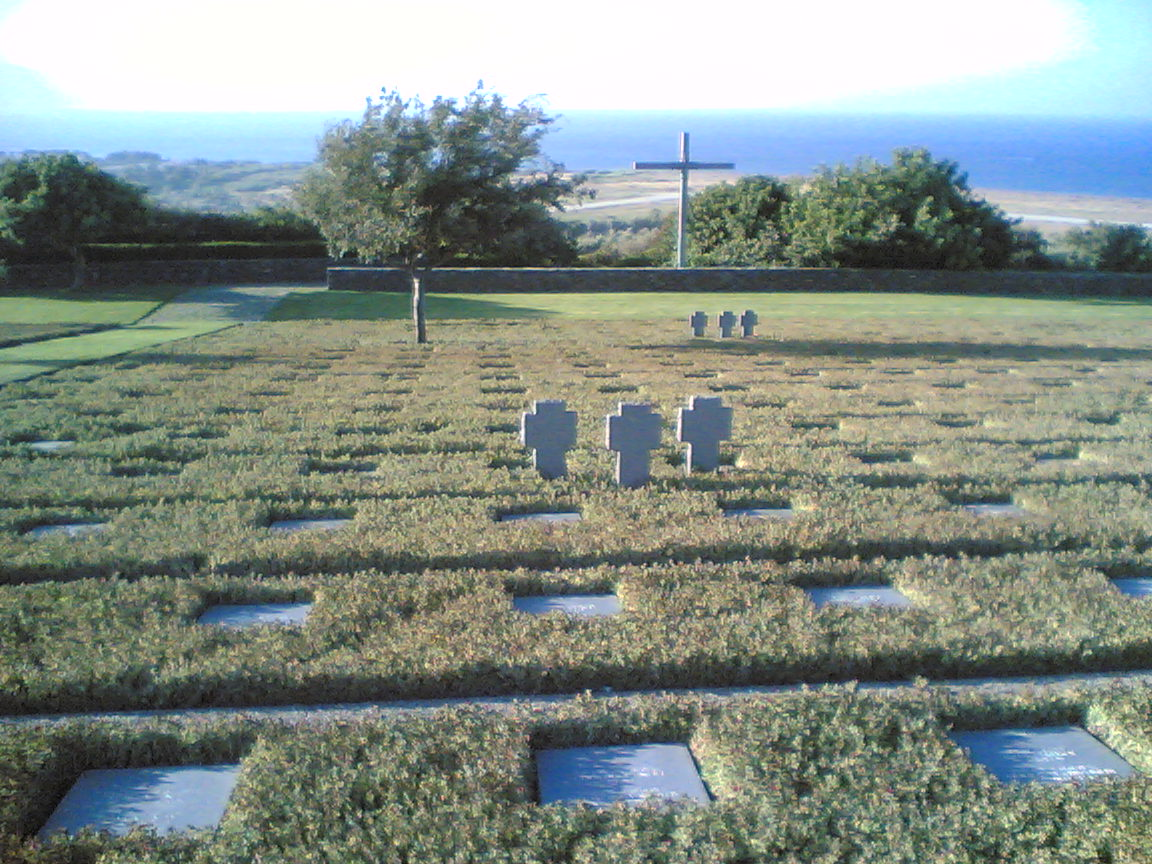
Tysk krigskyrkogård i Maleme.

Maleme (Grekiska Μάλεμε) är en stad och flygplats på nordvästra Kreta i Grekland, 16 km väster om Chania.
I samband med Slaget om Kreta under andra världskriget erövrades Malemes flygfält av luftlandsatta tyska fallskärmsjägare. Det var det första flygfält som tyskarna erövrade under operationen. Många tyska soldater stupade i samband med anfallet och finns begravda på en krigskyrkogård i Maleme.